# The Matthew Shepard Story
The Matthew Shepard Story (tj. Příběh Matthewa Sheparda) je kanadsko-americký televizní film z roku 2002, který režíroval Roger Spottiswoode. Film rekonstruuje skutečnou událost z roku 1998, kdy byl jednadvacetiletý student Matthew Shepard zabit svými dvěma vrstevníky za to, že byl gay. Zachyceno je především období po rozsudku, kdy se rodiče rozhodují, zda žádat pro vrahy svého syna trest smrti.

## Děj
Na jaře 1999 začíná ve městě Laramie (Wyoming) soudní proces se dvěma mladíky Aaronem McKinney a Russelem Hendersonem, kteří se v noci ze 6. na 7. října 1998 seznámili v baru Matthewem Shepardem. Usoudili, že Shepard je homosexuál a nabídli mu odvoz. zavezli ho za město, kde jej tloukli tak silně, až Matthew o několik dní později v nemocnici zemřel. Film popisuje soudní líčení a zároveň se vrací zpět do Shepardova života. Líčí tak vnitřní pocity introvertního mladíka, který má strach se vyoutovat, ale přesto se snaží žít se svou sexualitou. Film rovněž zaznamenává úsilí ultrakonzervativního kansaského baptistického kazatele Freda Phelpse kázajícího před soudní budovou o tvrdších trestech za homosexualitu a nenávisti proti homosexuálům.

## Obsazení
| Shane Meier       | Matthew Shepard  |
| Stockard Channing | Judy Shepard     |
| Sam Waterston     | Dennis Shepard   |
| Philip Eddolls    | Aaron McKinney   |
| Paul Robbins      | Russel Henderson |
| James Bearden     | Fred Phelps      |
| Yani Gellman      | Pablo            |

## Vznik filmu
Shepardovi rodiče dali souhlas ke zfilmování příběhu. Film byl natáčen v Kanadě a premiéru měl v USA 16. března 2002. Hlavní roli ztvárnil kanadský herec Shane Meier. Ve stejném roce měl v USA premiéru další film zabývající se vraždou Matthewa Sheparda: The Laramie Project.

## Ocenění
- Cena Emmy a Screen Actors Guild Award pro Stockard Channing v kategorii nejlepší herečka v minisérii
- Gemini Awards
- Outfest: Screen Idol Award (Shane Meier)